# Falsotragiscus holdhausi
Falsotragiscus holdhausi là một loài bọ cánh cứng trong họ Cerambycidae.